# Równikowa strefa wiatrów zachodnich

Mapa świata z zaznaczonym równikiem

Równikowa strefa wiatrów zachodnich - określenie stosowane do opisu sezonowo przeważających wiatrów zachodnich w miejscach, gdzie równikowa bruzda niskiego ciśnienia oddala się na znaczną odległość od równika, co powoduje, że pasat wiejący z przeciwnej półkuli przekracza równik i skręca pod wpływem zmienionej siły Coriolisa, uzyskując wyraźną składową zachodnią. Zjawisko występuje przede wszystkim w lecie nad kontynentami oraz nad północną częścią Oceanu Indyjskiego.